# Freyeria obscura
Freyeria obscura är en fjärilsart som beskrevs av Heydemann 1955. Freyeria obscura ingår i släktet Freyeria och familjen juvelvingar. Inga underarter finns listade i Catalogue of Life.